# Ołena Burkowśka
Ołena Iwaniwna Burkowśka, ukr. Олена Іванівна Бурковська (ur. 9 sierpnia 1981 w Kijowie) – ukraińska biegaczka długodystansowa specjalizująca się w biegu maratońskim, uczestniczka igrzysk olimpijskich w Londynie (2012).

## Życiorys

### Osiągnięcia
W swoim debiucie wygrała 86. Maraton Pokoju w Koszycach. Podczas maratonu w Nagano zajęła drugie miejsce, uzyskując czas 2:31:53. Zajęła piąte miejsce w Maratonie Berlińskim w 2010, była trzecia w półmaratonie sopockim.

### Igrzyska olimpijskie
Wzięła udział w biegu maratońskim kobiet podczas igrzysk w 2012 roku. W końcowej klasyfikacji zajęła 48. miejsce.